# Margherita Mussi
Margherita Mussi (Treviso, 31 agosto 1948) è un'archeologa italiana.
Ha insegnato all'Università di Roma La Sapienza dal 1974 al 2009. La sua ricerca si concentra sulla colonizzazione paleolitica dell'Italia e dell'Europa nel Pleistocene medio e tardo, da una parte, e sull'arte e la cultura funeraria del Paleolitico e sull'evoluzione umana in Africa orientale. Ha scritto alcune opere particolarmente importanti sulla preistoria dell'Italia.

## Biografia
Si è laureata in Ecologia preistorica nel 1972 presso la "Sapienza" e ha conseguito il diploma 1975/76 presso la Scuola Nazionale d'Archeologia di Roma. Dal 1973 ha lavorato a ricerche sui siti archeologici della Somalia e del Sud Sudan, del Natufiano del Medio Oriente e Afghanistan. In Italia, ha scavato siti dell'Italia tirrenica, e in Abruzzo nel Fucino, per poi estendere il suo orizzonte di ricerca al Paleolitico in tutta l'Italia.
Ha insegnato alla Sapienza presso il Dipartimento di Scienze dell'Antichità ed è stata professore associato di archeologia. Inoltre è direttrice della Missione archeologica italiana nei siti di Melka Kunture e Balchit, in Etiopia.
Dal 1977 ha condotto scavi archeologici in Italia e in Africa orientale, tra cui dalla 1982 al 1989 nella Grotta Barbara (Paleolitico medio e superiore), dal 1992 nella Grotta di Pozzo e nell'Altopiano delle Cinque Miglia (Paleolitico superiore e Mesolitco), dal 1999 nella Sardegna meridionale e dal 2009 nel complesso archeologico etiope di Melka Kunture, più precisamente nel sito Garba III.
Dal 1993 al 1995 ha rappresentato l'Italia nella rete di coordinamento The Palaeolithic Occupation of Europe della European Science Foundation. Dal 1994 al 2001 è stata coordinatrice scientifica della Sapienza, rispettivamente del Dipartimento di Scienze dell'Antichità, nell'ambito della collaborazione con il Dipartimento di Antropologia dell'Università canadese dell'Alberta di Edmonton. Dal 2009 lavora come esperta di siti di scavo preistorici presso il World Heritage Centre dell'UNESCO, in particolare nel programma Human Evolution, Adaptations, Dispersals and Social Development (HEADS).

## Opere

### Monografie
- Earliest Italy: An Overview of the Italian Paleolithic and Mesolithic. Springer Science & Business Media, 2006.

### Articoli scientifici
- Altamura, Flavio, Matthew Bennett, Kristiaan D’Août, Sabine Gaudzinski-Windheuser, Sabine Gaudzinski-Windheuser, Rita T. Melis, Sally C. Reynolds, e Margherita Mussi. «Archaeology and Ichnology at Gombore II-2, Melka Kunture, Ethiopia: Everyday Life of a Mixed-Age Hominin Group 700,000 Years Ago.» Scientific Reports 8, fasc. 1 (12 febbraio 2018): 2815. https://doi.org/10.1038/S41598-018-21158-7.
- Benson, Alexa, Les Kinsley, Malte Willmes, Alban Defleur, Harri Kokkonen, Margherita Mussi, e Rainer Grün. «Laser ablation depth profiling of U-series and Sr isotopes in human fossils». Journal of Archaeological Science 40, fasc. 7 (1 luglio 2013): 2991–3000. https://doi.org/10.1016/J.JAS.2013.02.028.
- Galán, Sol Sánchez-Dehesa, Eduardo Méndez-Quintas, Jean-Jacques Bahain, Luca di Bianco, Raymonde Bonnefille, Elisa Brunelli, Denis Geraads, et al. «Age and formation processes of an Acheulean site with extensive accumulation of large cutting tools: Garba I (Melka Kunture, Upper Awash, Ethiopia)». Archaeological and Anthropological Sciences 14, fasc. 3 (1 marzo 2022). https://doi.org/10.1007/S12520-022-01521-6.
- Gallotti, Rosalia, e Margherita Mussi. «The Unknown Oldowan: ~1.7-Million-Year-Old Standardized Obsidian Small Tools from Garba IV, Melka Kunture, Ethiopia». PLOS One 10, fasc. 12 (21 dicembre 2015): e0145101. https://doi.org/10.1371/JOURNAL.PONE.0145101.
- Mussi, Margherita. «Two Acheuleans, two humankinds: From 1.5 to 0.85 Ma at Melka Kunture (Upper Awash, Ethiopian highlands).» Journal of anthropological sciences = Rivista di antropologia : JASS / Istituto italiano di antropologia, 13 dicembre 2016. https://doi.org/10.4436/JASS.95001.
- Gallotti, Rosalia, Jean-Paul Raynal, Denis Geraads, e Margherita Mussi. «Garba XIII (Melka Kunture, Upper Awash, Ethiopia): A new Acheulean site of the late Lower Pleistocene». Quaternary International 343 (1 settembre 2014): 17–27. https://doi.org/10.1016/J.QUAINT.2014.04.039.
- Mussi, Margherita. «Early Prehistoric Archaeological Discoveries in Somalia». In Handbook of Pleistocene Archaeology of Africa, a cura di Amanuel Beyin, David K. Wright, Jayne Wilkins, e Deborah I. Olszewski, 953–62. Cham: Springer International Publishing, 2023. https://doi.org/10.1007/978-3-031-20290-2_61.
- Mussi, Margherita. «L’utilisation de la stéatite dans les grottes des Balzi Rossi (ou grottes de Grimaldi)». Gallia Préhistoire 33, fasc. 1 (1 gennaio 1991): 1–16. https://doi.org/10.3406/GALIP.1991.2283.
- Mussi, Margherita, Flavio Altamura, Roberto Macchiarelli, Rita T. Melis, e Enza E. Spinapolice. «Garba III (Melka Kunture, Ethiopia): a MSA site with archaic Homo sapiens remains revisited». Quaternary International 343 (2014): 28–39.
- Mussi, Margherita, e Rosalia Gallotti. «The emergence of the Acheulean in East Africa--international workshop, Rome, “La Sapienza” University, September 12-13, 2013.» Evolutionary Anthropology 23, fasc. 4 (1 luglio 2014): 126–27. https://doi.org/10.1002/EVAN.21421.
- Mussi, Margherita, Eduardo Méndez-Quintas, Doris Barboni, Hervé Bocherens, Raymonde Bonnefille, Giuseppe Briatico, Denis Geraads, et al. «A surge in obsidian exploitation more than 1.2 million years ago at Simbiro III (Melka Kunture, Upper Awash, Ethiopia)». Nature Ecology and Evolution, 19 gennaio 2023. https://doi.org/10.1038/S41559-022-01970-1.
- Mussi, Margherita, e Paola Villa. «Single carcass of Mammuthus primigenius with lithic artifacts in the Upper Pleistocene of northern Italy». Journal of Archaeological Science 35, fasc. 9 (1 settembre 2008): 2606–13. https://doi.org/10.1016/J.JAS.2008.04.014.
- Palombo, Maria Rita, e Margherita Mussi. «Large mammal guilds at the time of the first human colonization of Europe: The case of the Italian Pleistocene record». Quaternary International 149, fasc. 1 (1 maggio 2006): 94–103. https://doi.org/10.1016/J.QUAINT.2005.11.022.
- Pellegrini, Maura, Randolph E. Donahue, Carolyn Chenery, Jane A. Evans, Julia Lee-Thorp, Janet Montgomery, e Margherita Mussi. «Faunal migration in late-glacial central Italy: implications for human resource exploitation.» Rapid Communications in Mass Spectrometry 22, fasc. 11 (1 giugno 2008): 1714–26. https://doi.org/10.1002/RCM.3521.
- Wil, Roebroeks, Margherita Mussi, J Svoboda, K Fennema, e others. «Hunters of the golden age: The mid upper palaeolithic of eurasia, 30,000-20,000 BP». In Hunters of the golden age: The mid upper palaeolithic of Eurasia 30,000-20,000 bp, 1–410. Leiden University Press, 2000.

### Voci enciclopediche
- «Le Paleoscienze. Le origini delle attività cognitive - Treccani». Treccani. Consultato 2 gennaio 2024.